# Crosslauf-Europameisterschaften 2023
Die 29. Crosslauf-Europameisterschaften der EAA fanden am 11. Dezember 2023 in der belgischen Hauptstadt Brüssel statt, womit die Titelkämpfe zum dritten Mal in Belgien ausgetragen wurden.

## Ergebnisse

### Männer

#### Einzelwertung
| Platz | Athlet                        | Land | Zeit (min) |
| ----- | ----------------------------- | ---- | ---------- |
| 1     | Yann Schrub                   | FRA  | 30:17      |
| 2     | Magnus Tuv Myhre              | NOR  | 30:20      |
| 3     | Robin Hendrix                 | BEL  | 30:22      |
| 4     | Hugo Milner                   | GBR  | 30:27      |
| 5     | Tadesse Getahon               | ISR  | 30:33      |
| 6     | John Heymans                  | BEL  | 30:34      |
| 7     | Abdessamad Oukhelfen          | ESP  | 30:40      |
| 8     | Cormac Dalton                 | IRL  | 30:40      |
| 9     | Jamal Abdelmaji Eisa Mohammed | ART  | 30:43      |
| 10    | Fabien Palcau                 | FRA  | 30:46      |

Von 90 gestarteten Athleten erreichten 88 das Ziel.
Weitere Teilnehmer aus deutschsprachigen Ländern:
- 14: Davor Aaron Bienenfeld (GER), 30:48
- 36: Nick Jäger (GER), 31:30
- 39: Maximilian Thorwirth (GER), 31:31
- 42: Andreas Vojta (AUT), 31:39
- 69: Filmon Teklebrhan-Berhe (GER), 33:40

#### Teamwertung
| Platz | Land und Athleten                                                                                           | Gesamtpunktzahl und Einzelplatzierung |
| ----- | --- | ------------------------------------- |
| 1     | Belgien Robin Hendrix John Heymans Isaac Kimeli Marco Vanderpoorten Pieter-Jan Hannes Guillaume Grimard     | 20 03 06 11 25 31 35                  |
| 2     | Frankreich Yann Schrub Fabien Palcau Hugo Hay Donovan Christien Bastien Augusto                             | 26 01 10 15 40 52                     |
| 3     | Norwegen Magnus Tuv Myhre Henrik Ingebrigtsen Jacob Boutera Eivind Øygard Even Brøndbo Dahl Fredrik Sandvik | 32 02 12 18 21 32 33                  |

### Frauen

#### Einzelwertung
| Platz | Athletin                  | Land | Zeit (min) |
| ----- | ------------------------- | ---- | ---------- |
| 1     | Karoline Bjerkeli Grøvdal | NOR  | 33:40      |
| 2     | Nadia Battocletti         | ITA  | 34:25      |
| 3     | Abbie Donnelly            | GBR  | 34:42      |
| 4     | Fionnuala McCormack       | IRL  | 35:00      |
| 5     | Jessica Warner-Judd       | GBR  | 35:20      |
| 6     | Lisa Rooms                | BEL  | 35:29      |
| 7     | Cecile Jarousseau         | FRA  | 35:31      |
| 8     | Irene Sánchez-Escribano   | ESP  | 35:32      |
| 9     | Chloé Herbiet             | BEL  | 35:34      |
| 10    | Izzy Fry                  | GBR  | 35:37      |

Von 59 gestarteten Athletinnen erreichten 55 das Ziel.
Weitere Teilnehmerinnen aus deutschsprachigen Ländern:
- 15: Elena Burkard (GER), 36:12
- 21: Lisa Tertsch (GER), 36:33
- 24: Eva Dieterich (GER), 36:44
- 27: Sibylle Häring (SUI), 36:51

#### Teamwertung
| Platz | Land und Athleten                                                                                                | Gesamtpunktzahl und Einzelplatzierung |
| ----- | --- | ------------------------------------- |
| 1     | Vereinigtes Königreich Abbie Donnelly Jessica Warner-Judd Izzy Fry Poppy Tank Amelia Quirk Niamh Bridson-Hubbard | 18 03 05 10 11 14 19                  |
| 2     | Spanien Irene Sánchez-Escribano Cristina Ruiz Carolina Robles Cristina Espejo Marta García Marta Pérez           | 37 08 13 16 35 36 46                  |
| 3     | Belgien Lisa Rooms Chloé Herbiet Juliette Thomas Victoria Warpy Imana Truyers Sofie van Accom                    | 38 06 09 23 32 43 48                  |

### U23-Männer

#### Einzelwertung
| Platz | Athlet                   | Land | Zeit (min) |
| ----- | ------------------------ | ---- | ---------- |
| 1     | Will Barnicoat           | GBR  | 23:42      |
| 2     | Valentin Bresc           | FRA  | 23:42      |
| 3     | Matthew Stonier          | GBR  | 23:51      |
| 4     | Moa Abounnachat Bollerød | NOR  | 23:56      |
| 5     | Miguel Baidal            | ESP  | 23:56      |
| 6     | Joel Ibler Lillesø       | DEN  | 23:57      |
| 7     | Adisu Guadia             | ISR  | 24:05      |
| 8     | Jonathan Hofer           | SUI  | 24:05      |
| 9     | Mustafe Muuse            | FIN  | 24:15      |
| 10    | Yorick Van de Kerkhove   | BEL  | 24:17      |

Von 79 gestarteten Athleten erreichten 76 das Ziel.
Weitere Teilnehmer aus deutschsprachigen Ländern:
- 16: Felix Friedrich (GER), 24:25
- 24: Roman Freitag (GER), 24:34
- 35: Benjamin Dern (GER), 24:59
- 40: Maxim Wyss (SUI), 25:05
- 42: Theodor Schucht (GER), 25:10
- 50: Léo Lädermann (SUI), 25:25
- 58: Gabriel Matos (SUI), 25:44
- 64: Marcel Tobler (AUT), 26:08

#### Teamwertung
| Platz | Land und Athleten                                                                                                | Gesamtpunktzahl und Einzelplatzierung |
| ----- | --- | ------------------------------------- |
| 1     | Vereinigtes Königreich Will Barnicoat Matthew Stonier James Kingston Tomer Tarragano Henry McLuckie Rory Leonard | 25 01 03 021 027 057 DNF              |
| 2     | Frankreich Valentin Bresc Téo Rubens Banini Flavien Szot Luc Le Baron Titouan Le Grix                            | 34 02 15 17 18 48                     |
| 3     | Norwegen Moa Abounnachat Bollerød Vebjørn Hovdejord Ibrahim Buras Kristoffer Sagli                               | 42 04 013 025 DNF                     |

### U23-Frauen

#### Einzelwertung
| Platz | Athletin            | Land | Zeit (min) |
| ----- | ------------------- | ---- | ---------- |
| 1     | Megan Keith         | GBR  | 25:32      |
| 2     | Ilona Mononen       | FIN  | 26:55      |
| 3     | Nathalie Blomqvist  | FIN  | 27:06      |
| 4     | Angela Viciosa      | ESP  | 27:08      |
| 5     | Greta Karinauskaitė | LTU  | 27:13      |
| 6     | María Forero        | ESP  | 27:21      |
| 7     | Jana Van Lent       | BEL  | 27:21      |
| 8     | Danielle Donegan    | IRL  | 27:24      |
| 9     | Emmy van den Berg   | NED  | 27:29      |
| 10    | Jasna Petrowa       | BUL  | 27:34      |

Von 74 gestarteten Athletinnen erreichten alle das Ziel.
Weitere Teilnehmerinnen aus deutschsprachigen Ländern:
- 14: Lisa Merkel (GER), 27:57
- 16: Anneke Vortmeier (GER), 28:06
- 19: Shirley Lang (SUI), 28:17
- 20: Mia Jurenka (GER), 28:19
- 36: Romane Wolhauser (SUI), 29:04
- 53: Cordula Lassacher (AUT), 29:41
- 57: Jessica Keller (GER), 29:50
- 59: Emily Schoellkopf (SUI), 30:21
- 65: Lotte Seiler (AUT), 30:54

#### Teamwertung
| Platz | Land und Athleten                                                                                       | Gesamtpunktzahl und Einzelplatzierung |
| ----- | --- | ------------------------------------- |
| 1     | Vereinigtes Königreich Megan Keith Alexandra Millard Eloise Walker Tia Wilson Lynn McKenna Olivia Mason | 27 01 11 15 34 35 44                  |
| 2     | Deutschland Lisa Merkel Anneke Vortmeier Mia Jurenka Jessica Keller                                     | 50 14 16 20 57                        |
| 3     | Spanien Angela Viciosa María Forero María González Laura Domene Mireya Arnedillo Marta Serrano          | 50 04 06 40 45 54 62                  |

### U20-Männer

#### Einzelwertung
| Platz | Athlet                | Land | Zeit (min) |
| ----- | --------------------- | ---- | ---------- |
| 1     | Axel Vang Christensen | DEN  | 16:09      |
| 2     | Niels Laros           | NED  | 16:10      |
| 3     | Nicholas Griggs       | IRL  | 16:24      |
| 4     | Karl Ottfalk          | SWE  | 16:39      |
| 5     | Sam Mills             | GBR  | 16:43      |
| 6     | Henry Dover           | GBR  | 16:45      |
| 7     | Simon Jeukenne        | BEL  | 16:47      |
| 8     | Rubén Leonardo        | ESP  | 16:48      |
| 9     | Niall Murphy          | IRL  | 16:49      |
| 10    | Jonas Stafford        | IRL  | 16:50      |

Von 92 gestartete Athleten erreichten 88 das Ziel.
Weitere Teilnehmer aus deutschsprachigen Ländern:
- 14: Matthieu Bührer (SUI), 16:54
- 17: Lukas Ehrle (GER), 16:56
- 36: Nino Freitag (SUI), 17:32
- 41: Elia Triaca (SUI), 17:39
- 51: Tristan Kaufhold (GER), 17:50
- 56: Tobias Tent (GER), 18:01
- 59: Aaron Schubert (GER), 18:02
- 61: Aarno Liebl (SUI), 18:06
- 62: Keanu Simasotchi (SUI), 18:12
- 65: Emil Bezecny (AUT), 18:25
- 68: Jonas Weschle (GER), 18:29

#### Teamwertung
| Platz | Land und Athleten                                                                                     | Gesamtpunktzahl und Einzelplatzierung |
| ----- | --- | ------------------------------------- |
| 1     | Irland Nicholas Griggs Niall Murphy Jonas Stafford Seamus Robinson Shane Brosnan Harry Colbert        | 22 03 09 10 26 28 40                  |
| 2     | Vereinigtes Königreich Sam Mills Henry Dover Rowan Miell-Ingram Andrew McGill Sam Hodgson Louis Small | 24 05 06 13 22 25 29                  |
| 3     | Spanien Rubén Leonardo Unai Naranjo Aleix Vives Mesfin Escamilla Sergio Del Barrio Ronaldo Olivo      | 43 08 15 20 27 37 46                  |

### U20-Frauen

#### Einzelwertung
| Platz | Athletin               | Land | Zeit (min) |
| ----- | ---------------------- | ---- | ---------- |
| 1     | Innes FitzGerald       | GBR  | 18:19      |
| 2     | Sofia Thøgersen        | DEN  | 18:38      |
| 3     | Jade Le Corre          | FRA  | 18:49      |
| 4     | Kira Weis              | GER  | 18:54      |
| 5     | Elsa Sundqvist         | SWE  | 19:10      |
| 6     | Shirin Kerber          | SUI  | 19:30      |
| 7     | Anna Gardiner          | IRL  | 19:31      |
| 8     | Jess Bailey            | GBR  | 19:31      |
| 9     | Franziska Drexler      | GER  | 19:34      |
| 10    | Thea Charlotte Knutsen | NOR  | 19:38      |

Von 82 gestarteten Athletinnen erreichten 80 das Ziel.
Weitere Teilnehmerinnen aus deutschsprachigen Ländern:
- 21: Emily Junginger (GER), 19:58
- 30: Fabienne Müller (SUI), 20:13
- 33: Carolina Schäfer (GER), 20:19
- 38: Carolin Hinrichs (GER), 20:25
- 39: Gioana Lopizzo (SUI), 20:26
- 50: Nina Villiger (SUI), 20:42

#### Teamwertung
| Platz | Land und Athleten                                                                                    | Gesamtpunktzahl und Einzelplatzierung |
| ----- | --- | ------------------------------------- |
| 1     | Vereinigtes Königreich Innes FitzGerald Jess Bailey Lizzie Wellsted Katie Pye Moli Lyons Zoe Hunter  | 22 01 08 13 28 31 32                  |
| 2     | Deutschland Kira Weis Franziska Drexler Emily Junginger Carolina Schäfer Carolin Hinrichs            | 34 04 09 21 33 38                     |
| 3     | Schweden Elsa Sundqvist Ebba Broms Tilda Månsson Towa Nilsson Hannah Kinane Majken Söderlund Larsson | 37 05 014 018 044 058 DNF             |

### Mixed-Staffel
| Platz | Land und Athleten                                                                   | Zeit (min) |
| ----- | ----------------------------------------------------------------------------------- | ---------- |
| 1     | Frankreich Bérénice Cleyet-Merle Antoine Senard Sarah Madeleine Alexis Miellet      | 19:44      |
| 2     | Niederlande Kevin Viezee Jetske van Kampen Maureen Koster Bram Anderiessen          | 19:46      |
| 3     | Vereinigtes Königreich Joshua Lay Bethan Morley Adam Fogg Khahisa Mhlanga           | 19:48      |
| 4     | Italien Gaia Sabbatini Mohad Abdikadar Marta Zenoni Pietro Arese                    | 20:06      |
| 5     | Belgien Ziad Audah Elise Vanderelst Charlotte Van Hese Ruben Verheyden              | 20:15      |
| 6     | Ungarn Lili Anna Vindics-Tóth István Szögi Viktória Wagner-Gyürkés István Palkovits | 20:24      |
| 7     | Polen Filip Rak Aleksandra Płocińska Eliza Megger Kamil Herzyk                      | 20:27      |
| 8     | Spanien Abderrahman El Khayami Rosalía Tárraga Naima Ait Alibou Ignacio Fontes      | 20:44      |
| 9     | Tschechien Daniel Kotyza Bára Stýblová Pavla Štoudková Jakub Davidík                | 21:00      |
| 10    | Slowenien Veronika Sadek Rok Markelj Klara Lukan Žan Rudolf                         | 21:04      |

Alle zwölf gestarteten Staffeln erreichten das Ziel.